# Deropeltis autraniana
Deropeltis autraniana es una especie de cucaracha del género Deropeltis, familia Blattidae.

## Distribución
Esta especie se encuentra en Ghana, Togo y Camerún.